# Röthelheimbad mit Hannah-Stockbauer-Halle

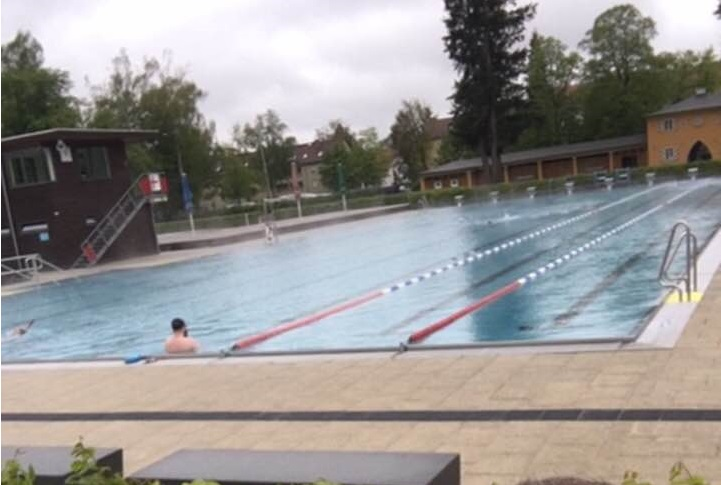
Röthelheimbad, Schwimmerbecken

Das Röthelheimbad mit Hannah-Stockbauer-Halle ist ein Schwimmbad in Erlangen, das von den Erlanger Stadtwerken betrieben wird. Es besteht aus einem Freibad und einem Hallenbad, welches heute nach der fünffachen Schwimm-Weltmeisterin Hannah Stockbauer benannt ist.

## Lage
Das Schwimmbad befindet sich rund zwei Kilometer südöstlich des Stadtzentrums im Erlanger Stadtteil Röthelheim zwischen der Gebbertstraße und der Hartmannstraße.

## Geschichte
Ursprünglich 1927 nur als Freibad erbaut,:30 wurde es 1964 um ein weiteres 50-Meter-Außenbecken erweitert, das zehn Jahre später mit einer Traglufthalle zu einem Ganzjahres-Hallenbad wurde.
Im Jahre 1989 wurde die Traglufthalle aus Altersgründen abgebaut und während der Planungsphase für eine neue Überdachungslösung war das Schwimmbecken erneut ein reines Außenbecken bis 1990 mit dem Bau einer festen Überdachung begonnen wurde.
Die Zeit des Umbaus und der Planung war eine Durststrecke für die bisher sehr erfolgreichen örtlichen Schwimmvereine, die nun für fast vier Jahre zum Training in die 20-Meter-Schwimmhalle der Friedrich-Alexander-Universität ausweichen mussten und in diesem Zuge viele Schwimmtalente an auswärtige Schwimmvereine und ihren Stammplatz in der 1. Bundesliga Schwimmen verloren.
Die neue Schwimmhalle wurde 1992 fertig gestellt und feierlich eingeweiht unter dem Namen Hallenbad Röthelheimbad.
Fortan ging es wieder aufwärts mit dem Erlanger Schwimmsport, der SSG 81 Erlangen, für die die neue 50-Meter-Schwimmhalle zum Heimat-Schwimmbecken wurde.
Als eine von fünf Schwimmhallen in Bayern mit einer 50 m Schwimmbahn erlaubte die Schwimmhalle fortan professionelle Trainingsbedingungen für den Schwimmsport.
Im Jahre 2003 begann die Sanierung des Eingangs- und Umkleidetraktes der Schwimmhalle.
Mit der Einweihung dieses Umbaus im Jahre 2004 wurde die Schwimmhalle auf Anregung von Jürgen Thiel vom Schwimmverein Erlangen und dem damaligen Erlanger Oberbürgermeister Siegfried Balleis in „Hannah-Stockbauer-Halle“ umbenannt.
Im Jahre 2008 wurde der Außenbereich nach der Freibadsaison für zwei Jahre geschlossen und generalsaniert. Das „neue“ Freibad mit dem Namen Röthelheimbad wurde 2010 feierlich eröffnet. Neu waren der gemeinsame Eingangsbereich sowie die Umkleiden, die Hannah-Stockbauer-Halle selbst wurde nicht mit renoviert.